# 300286 Zintun
300286 Zintun este o planetă minoră (asteroid) din centura de asteroizi. A fost descoperită pe 21 iulie 2007 la Lulin Observatory⁠(d) de  și a fost numită după Sun Moon Lake⁠(d). 
Obiectul prezintă o orbită caracterizată de o semiaxă mare de 2,4648933468998 UAi, o excentricitate de 0,23385404018145, o înclinație de 7,5578673163836 ° în raport cu ecliptica.